# Glen Stewart Godwin
Glen Stewart Godwin (né le 26 juin 1958 à Miami) est un criminel américain, placé sur la liste des dix fugitifs les plus recherchés par le FBI à partir de 1987. 
Il s’est évadé deux fois de prison : la première fois en 1987 en Californie, et la seconde en 1991 au Mexique. Lors de son second séjour en prison, Glen Stewart Godwin a tué son compagnon de cellule. Il se cacherait aujourd’hui en Amérique latine et serait toujours narcotrafiquant. Le FBI offre jusqu'à 100 000 dollars pour des informations menant directement à sa capture.